# سهلة بنت سهيل
الصحابية سَهْلَةُ بنتُ سُهَيل بن عمرو القرشية، أسلمت بمكة، وهاجرت إلي الهجرة الأولى إلى الحبشة مع زوجها أبي حذيفة بن عتبة بن ربيعة.

## نسبها
- أبوها : الصحابي سُهَيْل بن عَمْرو بن عَبْد شَمْس بن عَبْد وُدّ بن نَصْر بن مَالِك بن حِسَل بن عامر بن لؤيّ بن غالب بن فِهْر القرشي العامري.[1]
- أُمّها : فاطمة بنت عبد العزّى بن أبي قيس بن عبد ودّ بن نصر بن مالك بن حسْل.[2]
- أخوتها :

1. عبد الله بن سهيل أسلم قبل الهجرة.
2. أبو جندل بن سهيل أسلم قبل الهجرة.
3. هند بنت سهيل.
4. عتبة بن سهيل.

## أزواجها
- تزوجت الصحابي أبي حذيفة بن عتبة بن ربيعة،[2] وولدت له محمد بن أبي حُذيفة.
- ثم تزوجت عبد الله بن الأسود من بني مالك بن حسل وولدت له سليط بن عبد الله بن الأسود.[3]
- ثم تزوجت شمّاخ بن سعيد بن قائف، وولدت له بُكير بن شماخ .[3]
- ثم تزوجت عبد الرّحمن بن عوف، وولدت له سالم بن عبد الرّحمن بن عوف.[3]

## إسلامها
أسلمت قديمًا بمكّة وبايعت، وهاجرت إلى أرض الحبشة الهجرتين جميعًا مع زوجها أبي حُذَيْفة بن عُتبة بن ربيعة بن عَبْد شَمْس وولدت له هناك مُحمد بن أبي حذيفة.

### الرضاع
كان أبو حذيفة قد تبنى مولى له اسمه سالم، فكان أبو حذيفة يرى أنه ابنه، فأنكحه ابنة أخيه فاطمة بنت الوليد بن عتبة، وهي من المهاجرات، فلما أنزل اللّه تعالى : ﴿ادْعُوهُمْ لِأَبَائِهِمْ﴾ سورة الأحزاب:5 ردّ كل أحد تبنى ابنًا من أولئك إلى أبيه، فإن لم يُعْلَم أبوه رُدَّ إلى مواليه فجاءت سهلة بنت سُهيل بن عَمْرو العامرية إلى رسول الله ﷺ فقالت :«إنَّ سالمًا قد بلغ ما يبلغُ الرجالُ. وعقَل ماعقَلوا. وإنه يدخل علينا وإن أظنُّ أنَّ في نفسِ أبي حذيفةَ من ذلك شيئًا. فقال لها النبيُّ ﷺ أَرضِعيه تحرُمي عليه، ويذهب الذي في نفسِ أبي حذيفةَ " فرجعتْ فقالت: إني قد أرضعتُه، فذهب الذي في نفسِ أبي حُذيفةَ».
قالت أم سلمة: «أبَى أزواج النبيّ ﷺ، أن يأخذن بهذا وقلن إنّما هذه رخصة من رسول الله ﷺ لسهلة بنت سهيل.»